# Atrévete-te-te
«Atrévete-te-te» es una canción interpretada por el dúo puertorriqueño Calle 13. Fue el segundo sencillo del álbum Calle 13 y fue lanzado en noviembre de 2005. Es una de las canciones más conocidas del dúo. El video de la canción ganó el Premio Grammy Latino al mejor video musical versión corta en noviembre de 2006.

## Información de la canción
«Atrévete-te-te» está basada en un ritmo de cumbia y en un riff de clarinete, típicos de la música tradicional de la costa caribeña colombiana. La letra de la canción tiene varias palabras en spanglish como «estárter» y anglicismos como lighter (encendedor) y wiper (limpiaparabrisas).
La canción fue usada durante la campaña presidencial de 2006 de Manuel Rosales en Venezuela. El lema de la campaña era «Atrévete».